# Alice Zimmern
Alice Louisa Theodora Zimmern (Nottingham, 22 settembre 1855 – Londra, 22 marzo 1939) è stata una scrittrice, traduttrice e educatrice britannica.

## Biografia
Nacque in Inghilterra da Hermann Theodor Zimmern, un mercante ebreo tedesco, e da Antonia Marie Therese Regina. Sua sorella maggiore fu la scrittrice e traduttrice Helen Zimmern, con la quale collaborò a due volumi di romanzi europei tradotti in inglese, mentre suo cugino fu lo storico Alfred Eckhard Zimmern. Frequentò dapprima il Bedford College a Londra, poi si iscrisse al Girton College di Cambridge, dove assieme a Janet Elizabeth Case gestì una società di opere drammatiche classiche. La loro produzione di Elektra del 1883 attirò l'attenzione di Virginia Woolf che la definì "capace di abbattere la tradizione che vedeva solo gli uomini recitare nella commedia greca".
Tra il 1886 e il 1894 insegnò la lingua inglese presso le scuole femminili. Produsse e curò diverse opere indirizzate agli studenti, come un'edizione dei Colloqui con sé stesso di Marco Aurelio (1887) e una traduzione di The Home Life Of The Ancient Greeks di Hugo Blümner (1893). Autrice di libri per bambini sulle antiche civiltà greche e romane, vinse una borsa di studio per approfondire i metodi educativi negli Stati Uniti. Da questo viaggio conseguì la pubblicazione di Methods of Education in America (1894), nel quale Zimmern pone l'attenzione su un sistema educativo meno rigido che consentiva ai bambini statunitensi di intraprendere discussioni più articolate e di conoscere la letteratura britannica in maniera più approfondita rispetto ai loro coetanei inglesi. D'altro canto però faceva notare come i bambini statunitensi producessero scritti più mediocri e come i loro libri di testo fossero vacui e intrisi di propaganda patriottica.
Nel 1894 lasciò il mondo della scuola, seppur continuando ad insegnare privatamente, e intraprese la carriera editoriale. Collaborò a riviste come Forum and the Leisure Hour e si interessò maggiormente all'istruzione femminile. In The Renaissance of Girls' Education (1898) e in Women's Suffrage in Many Lands (1909) mostra il suo sostegno al diritto di voto per le donne, e scrisse diversi articoli sulla qualità della vita femminile, come Ladies' clubs in London pubblicato su Forum (1896) e Ladies' dwellings apparso su Contemporary Review (1900).
La sua ultima opera fu The Origins of the War (1917), una traduzione dell'opera di Take Ionescu pubblicata dal Council for the Study of International Relations. Rimasta nubile, morì nel suo appartamento di Londra nel 1939.